# Carl Immanuel Löscher
Carl Immanuel Löscher (* 27. Juli 1750 in Wiederau; † 21. März 1813 in Freiberg) war ein deutscher Konstrukteur und der Erfinder der Löscherpumpe (Mammutpumpe).

## Leben
Löscher kam als sechster Sohn des Wiederauer Pfarrers zur Welt. Im Jahre 1775 erfolgte seine Immatrikulation an der Bergakademie Freiberg. 1780 erhielt der Bergakademist die Bewilligung zu Versuchen zur Kolbenliderung mit Buchenspänen zur Einsparung des kostspieligen Leders an Kunstgezeugen. Diese gestalteten sich im Versuch durchaus erfolgreich, jedoch erwiesen sich die Spänkolben im dauerhaften Betrieb und insbesondere bei Aufschlagwassermangel als für den Gebrauch im Bergbau untauglich. 1782 bewarb sich Löscher um eine Anstellung als Berg-Modellmeister. Nach Abschluss seines Studiums wurde er Adjunkt des Akademieinspektors. Dadurch sollte Abraham Gottlob Werner, der diese Funktion wahrnahm, zugunsten seiner wissenschaftlichen Arbeiten vom zunehmenden Verwaltungsaufwand entlastet werden.
Im Jahre 1785 ging Löscher nach Böhmen und übernahm bis 1793 die Stelle des Bergmeisters beim Gräflich Thunschen Bergamt Klösterle an der Eger.  Nach seiner Ehe mit der Apothekerstochter Friederike Müller lebte Löscher wieder in Freiberg. Nach dem Tode seines Schwiegervaters führte Löscher die Apotheke „Zum Schwarzen Elephanten“ am Freiberger Obermarkt selbst. Daneben war er als Modellbauer tätig. 1813 verstarb Löscher an einer Typhuserkrankung.
Aus seinen bergmännischen Kenntnissen und Modellversuchen entwickelte Löscher verschiedene Konstruktionen und Vorrichtungen, über die er auch publizierte. Kennzeichnend für die technischen Beschreibungen Löschers war seine Verwendung schier endloser, schwer verständlicher Schachtelsätze als Buchtitel.
Die 1797 von ihm als aerostatisches Kunstgezeug beschriebene Wasserhebevorrichtung wurde nach seinem Tode nicht nur bei der Erdölförderung, sondern auch außerhalb des Bergbaus vielfältig angewendet und erhielt im Laufe der Zeit den Namen Mammutpumpe. Sein Verfahren fand gleichfalls zur Durchrührung von Erzschlämmem Verwendung und bildete die Grundlage für das Verfahren der Zyanidlaugung von Gold- und Silbererzen in Pachucatanks.

## Publikationen (Titel stark gekürzt)
- Kurzer Unterricht von Spähnkolben, 1783
- Konstruktion von besonderer Hängebrücken mittels hölzernen Stäben, 1784
- Historische bergmännische Berichte über den Freiberger Bergbau, 1786
- Konstruktion einer Schwammmaschine zur Wasserhebung, 1788
- Konstruktion einer Trichterfeuerspritze, 1792
- Uibergangsordnung bei der Krystallisation der Fossilien, 1796
- Konstruktion eines aerostatischen Kunstgezeugs, 1797
- Beschreibung der Kristallisation, 1801
- Beschreibung und Modellierung des untertägigen Bergbaus, 1805
- Bergmaschinenmeister, 1805
- Ausmessungslehre oder Mathematik für den Landmann, 1807